# Płoskoje (obwód kurgański)
Płoskoje (ros. Плоское) – wieś (sieło) w Rosji, w obwodzie kurgańskim, w rejonie lebiażjewskim. W 2010 liczyła 249 mieszkańców.